# Марани, Диего (легкоатлет)
Диего Марани (итал. Diego Marani; род. 27 апреля 1990, Азола, Ломбардия) — итальянский легкоатлет, специалист по бегу на короткие дистанции. Выступал на профессиональном уровне в 2008—2021 годах, обладатель бронзовой медали юниорского чемпионата Европы, победитель и призёр первенств национального значения, участник чемпионата мира в Москве.

## Биография
Диего Марани родился 27 апреля 1990 года в городе Азола провинции Мантуя. Занимался лёгкой атлетикой под руководством известного в прошлом спринтера, а ныне тренера Джованни Грациоли.
Впервые заявил о себе на международном уровне в сезоне 2008 года, когда вошёл в состав итальянской сборной и выступил на юниорском мировом первенстве в Быдгоще, где бежал 200 метров и эстафету 4 × 100 метров.
В 2009 году на юниорском европейском первенстве в Нови-Саде завоевал бронзовую медаль в беге на 200 метров и стал четвёртым в эстафете 4 × 100 метров.
В 2011 году в 200-метровой дисциплине стартовал на молодёжном европейском первенстве в Остраве.
В 2012 году принимал участие в чемпионате Европы в Хельсинки — в программе бега на 200 метров дошёл до финала и занял итоговое седьмое место. В качестве запасного бегуна находился в составе итальянской эстафетной команды на летних Олимпийских играх в Лондоне, но в итоге выйти здесь на старт ему не довелось.
В 2013 году стал чемпионом Италии в дисциплине 200 метров, показал четвёртый результат на Средиземноморских играх в Мерсине, дошёл до четвертьфинала на Всемирной Универсиаде в Казани. В эстафете 4 × 100 метров стартовал на чемпионате мира в Москве.
В 2014 году в эстафете 4 × 100 метров занял третье место на командном чемпионате Европы в Брауншвейге. Участвовал в чемпионате Европы в Цюрихе — в дисциплине 200 метров показал пятый результат, тогда как в финале эстафеты 4 × 100 метров их команда не финишировала.
В 2015 году вновь выиграл чемпионат Италии в беге на 200 метров, отметился выступлением на чемпионате мира по легкоатлетическим эстафетам в Нассау.
Завершил спортивную карьеру по окончании сезона 2021 года.